# Веслоніг
Веслоніг (Polypedates) — рід земноводних підродини Rhacophorinae родини Веслоногі. Має 25 видів.

## Опис
Загальна довжина представників цього роду сягає 10—12 см. За своєю будовою у багато в чому схожі на летючих жаб. Тривалий час більшість видів роду Веслоніг вважалися представниками роду Летюча жаба. Лише у 2008 році кілька видів зарахували до цього роду.
Голова переважно широка (є види із невеликою головою) з великими очима й горизонтальними зіницями. Морда у більшості вузька,  загострена або витягнута. Тулуб невеликий, але витончений. Добре розвинені задні кінцівки з невеликими перетинками. Усі кінцівки мають великі або середні за розміром присоски. У забарвлені спини та черева переважають темні кольори та відтінки. Багато видів мають декілька або одну світлу іноді тьмяні смуги чи низки плям, крапочок, цяток. Разом з тим трапляються види з дуже яскравим забарвленням.

## Спосіб життя
Полюбляють тропічні ліси. Ведуть переважно деревний спосіб життя. активні у присмерку або вранці. Живляться безхребетними.
Це яйцекладні амфібії.

## Розповсюдження
Мешкають у Південній, Південно-Східній та Східній Азії.

## Види
- Polypedates assamensis
- Polypedates bengalensis
- Polypedates bijui
- Polypedates chlorophthalmus
- Polypedates colletti
- Polypedates cruciger
- Polypedates eques
- Polypedates fastigo
- Polypedates hecticus
- Polypedates impresus
- Polypedates insularis
- Polypedates iskandari
- Polypedates leucomystax
- Polypedates longinasus
- Polypedates macrotis
- Polypedates maculatus
- Polypedates megacephalus
- Polypedates mutus
- Polypedates occidentalis
- Polypedates otilophus
- Polypedates pseudocruciger
- Polypedates ranwellai
- Polypedates spinus
- Polypedates subansiriensis
- Polypedates taeniatus
- Polypedates teraiensis
- Polypedates zed